# 克里斯·休顿
基斯杜化·"基斯"·曉頓（英語：Christopher "Chris" Hughton，1958年12月11日—）出生於英格蘭倫敦斯特拉特福（Stratford），是一名愛爾蘭前職業足球運動員，司職後衛，退役後擔任教練及領隊工作，曾任教紐卡素、伯明翰城、諾域治、白禮頓和诺丁汉森林。
曉頓於年僅18歲已首次參加職業足球競賽，大部分球員生涯在熱刺渡過，效力長達13年後於1990年離隊。他同時代表愛爾蘭國家隊上陣53場，正選出戰在西德舉行的1988年歐國盃3場分組初賽。在短暫效力韋斯咸及賓福特後，於1993年從球員生涯退役，時年34歲。
於1993年至2007年曉頓重返熱刺，初時擔任教練，其後獲提升為助理領隊。2008年他加盟紐卡素作為一隊教練，由於人事變動，兩度出任看守領隊，於球隊在2009年降班英冠後，由於季初帶領球隊有出色的表現，獲委任擔正成為長期領隊，並帶領球隊取得聯賽冠軍重返英超。

## 生平

### 球會
曉頓出身於熱刺的青訓系統，擔任右閘，但他卻穿著傳統左閘的"3"號球衣，於18歲之年初試啼聲，此後合共為球隊在各項比賽上陣超過300場。離隊後他繼續作賽3年，分別效力韋斯咸及賓福特，於34歲之年正式退役。

### 國家隊
由1979年至1991年期間曉頓合共獲得53頂代表愛爾蘭的喼帽，他是首名代表愛爾蘭參加國際賽的黑人球員。
曉頓是1988年西德歐國盃決賽週國家隊參賽大軍成員之一，以正選身份參加全部3場分組初賽，愛爾蘭以1勝1和1負的成績止步，但壓倒英格蘭獲得分組第3位；他亦有入選1990年義大利世界盃的決賽週名單，但球隊由克里斯·莫利斯（Chris Morris）擔任正選，曉頓沒有機會上陣，最後導致愛爾蘭在意大利首都羅馬舉行之世界盃足球大賽8強賽中被意大利淘汰出局。
1995年5月29日曉頓獲得安排在蘭斯當路體育館（Lansdowne Road）舉行告別賽。他亦在2003年2月至2005年10月於白賴仁·卡爾（Brian Kerr）任內擔當國家隊助理領隊。

### 教練
熱刺
由1993年6月至2007年10月期間，曉頓在熱刺擔任教練之職，最初執教21歲以下青年軍，於1999年轉任預備隊教職，兩年後再被提升擔任一隊教練。在熱刺期間分別於雷·基文斯（Ray Clemence）、道格·利華摩亞（Doug Livermore）、奧斯瓦爾多·阿迪列斯（Osvaldo Ardiles）、加利·法蘭西斯（Gerry Francis）、克里斯蒂安·格羅斯（Christian Gross）、佐治·格拉咸、格連·荷杜、大衛·柏列（David Pleat）、積基斯·辛天尼及馬田·祖爾（Martin Jol）麾下工作，堪稱「十朝元老」，亦曾兩度擔當看守領隊暫時執掌球隊。
2007年10月25日在熱刺於歐洲足協盃分組賽主場1-2不敵基達菲後，與領隊馬田·祖爾一同被辭退。
紐卡素
2008年2月22日曉頓獲時任紐卡素足球行政總監的丹尼斯·韋斯招手，加盟這支東北老牌球會成為奇雲·基瑾麾下教練團成員之一，上任後首場比賽巧遇舊東家熱刺，作客白鹿徑球場的紐卡素大勝4-1。
2008年9月8日在領隊奇雲·基瑾聯同助理領隊泰利·麥達莫（Terry McDermott）及預備隊教練亚当·萨德勒（Adam Sadler）一同離隊後，曉頓獲委擔任看守領隊，在聯賽負於勇態十足的升班馬侯城及英格蘭聯賽盃敗於熱刺被淘汰出局後，紐卡素以短約形式聘用祖·堅尼亞（Joe Kinnear）擔任領隊，曉頓交出帥印退任一隊教練。2009年1月26日紐卡素指派哥連·卡達活（Colin Calderwood）出任一隊教練，而曉頓則獲提升成為助理領隊。於2月對西布朗賽前祖·堅尼亞不適，由曉頓暫代領軍，紐卡素以3-2取得勝仗。稍後祖·堅尼亞證實需要進行心臟搭橋手術，由曉頓、卡達活及保羅·巴朗（Paul Barron）組成教練團進行集體領導，但球隊戰績江河日下，先後負於保頓、曼聯及阿仙奴，僅賽和愛華頓及侯城取得兩分，在護級形勢危殆關頭，紐卡素邀請名宿阿倫·舒利亞出山擔任臨時領隊，領導球隊在球季結束前餘下的8輪比賽掙扎求存。

### 領隊
紐卡素

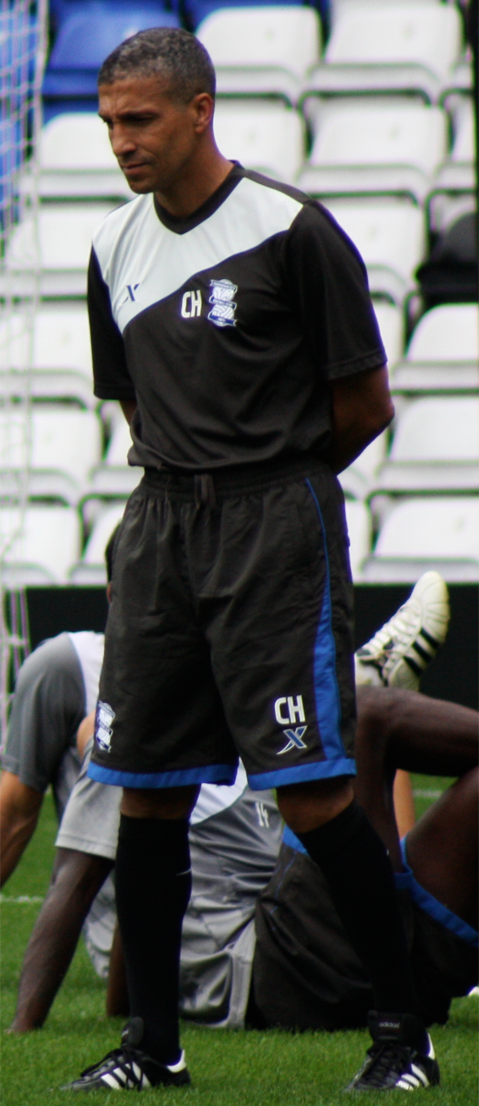
任教伯明翰城的曉頓

在紐卡素降班英冠後阿倫·舒利亞亦沒有留任，季後班主米克·艾殊利（Mike Ashley）宣稱球會賣盤，並發聲明表示暫時不會聘用新領隊，曉頓再被委派出任看守領隊，於2009/10年球季帶領球隊在次級聯賽角逐。新球季揭幕戰紐卡素作客1-1賽和同是自英超降班的西布朗，次仗返回聖占士公園球場以3-0大勝雷丁，再接連擊敗錫周三、水晶宮及莱斯特城，開季5戰4勝1和，高據聯賽榜首，曉頓獲選為「英冠8月份最佳領隊」。踏入9月球隊強勢依然，曉頓蟬聯「英冠9月份最佳領隊」。
2009年10月27日在米克·艾殊利收回賣盤的決定後，宣佈委任曉頓為正式領隊，簽約直到下一球季結束，上任後首戰作客1-0擊敗錫菲聯，接著連下四城，分別擊退彼德堡、普雷斯頓、史雲斯及屈福特，曉頓再獲選「英冠11月份最佳領隊」，開季4個月取得3次最佳榮譽。2010年4月份曉頓帶領紐卡素取得五連勝，順利登上聯賽冠軍寶座及來季重返英超資格，再獲選為「英冠4月份最佳領隊」，一季4奪最佳榮譽。
2010年12月5日紐卡素作客1-3負於一同升班英超的西布朗，聯賽排名仍然位於中游的第11位，但翌日紐卡素突然宣佈辭退曉頓，成為2010/11年球季首名被革職的英超領隊。
伯明翰城
2011年6月22日曉頓加盟剛降班英冠的伯明翰城，簽約兩年。2012年6月7日，曉頓連同3名伯明翰教練加盟諾域治。
諾域治
2014年4月6日，於球隊0-1負於後，諾域治在聯賽尚餘5輪賽事，位列第17位，與降班區域僅差5分，曉頓終被撤換，由青年軍教練尼爾·阿當斯（Neil Adams）接替職務。
白禮頓
2014年12月31日，曉頓接替辭職的接任英冠球會白禮頓的領隊，簽約三年半。
诺丁汉森林
2020年10月6日，休顿取代被解雇的薩布里·拉穆奇出任诺丁汉森林主教练。

## 私人生活
曉頓的兄弟亨利（Henry Hughton）亦是一名足球運動員，曾效力水晶宮及奧連特，更於1981年與曉頓一同代表愛爾蘭U21。至於曉頓的兒子西安（Cian Hughton）亦出身自熱刺，曾代表愛爾蘭U19參賽，時正代表愛爾蘭U21，於2009年7月27日動筆簽署6個月職業合約加盟英乙球會林肯城。

## 榮譽

### 球員
熱刺
- 英格蘭足總盃冠軍：1981年、1982年；
- 歐洲足協盃冠軍：1984年；

### 領隊
紐卡素
- 英格蘭冠軍聯賽冠軍：2009/10年；
- 英冠每月最佳領隊：2009年8月、2009年9月、2009年11月、2010年4月；

## 外部連結
- 足球数据库：基斯·曉頓的球员统计数据